# Джиммі Карратерс
Джеймс Вільям «Джиммі» Карратерс (англ. James William «Jimmy» Carruthers; 5 липня 1929 — 15 серпня 1990) — австралійський боксер.

## Життєпис
Народився у Педдінгтоні, передмісті Сіднея, штат Новий Південний Вельс. Був п'ятим із восьми дітей у сім'ї вихідців з Англії Джона Вільяма Карратерса та його дружини Агнес Джейн, уродженої Аллісон. Навчався у державній школі «Glenmore Road» у Педдінгтоні. Одночасно відвідував заняття боксом у клубі «Woolloomooloo Rotary-Police Boys’ Club».
У 1947 році став чемпіоном Австралії серед любителів у легшій вазі, перемігши у фіналі Спенсера Драйвера.
На літніх Олімпійських іграх 1948 року в Лондоні (Велика Британія) брав участь у змаганнях боксерів легшої ваги. Почергово переміг Фреда Дейгла (Канада) та Арнольдо Пареса (Аргентина). Травма ока, отримана під час бою з Паресом, змусила його відмовитись від чвертьфінального двобою з Тібором Чіком (Угорщина), який згодом виборов олімпійське «золото».
У професійному боксі дебютував 15 серпня 1950 року, нокаутувавши у третьому раунді Теда Фітцжеральда.
14 травня 1951 року в Сіднеї здобув титул чемпіона Австралії, перемігши за очками Еллі Беннета.
Після чотирнадцяти поспіль перемог, 11 листопада 1952 року в Йоганесбурзі (ПАР) Джиммі Карратерс зустрівся у двобої з чемпіоном світу у легшій вазі Віком Товілом. Нокаутувавши суперника вже у першому раунді, Карратерс виборов не лише пояс чемпіона світу, а ще й пояс чемпіона Британської Співдружності. У березні наступного року виграв також і бій-реванш нокаутом у 10-му раунді.
Після двох вдалих захистів свого титулу у двобоях проти Пеппі Голта (США) та Чемроена Сонгкітрата (Таїланд) Карратерс припинив виступи, віддавши чемпіонський титул.
Через сім років, у вересні 1961, повернувся в ринг, провів 6 поєдинків, у чотирьох з яких програв і в червні 1962 року остаточно припинив боксерську кар'єру.
Разом з дружиною утримував фруктовий магазин і молочний бар. Помер після тривалої боротьби з раком легенів і хворобою Паркінсона.

## Родина
10 лютого 1951 року в церкві Всіх Святих Англії у Вуллагра одружився з Майрою Луїзою Гамільтон.
Подружжя виховало двох синів та двох доньок.